# Trnovec (Kočevje)
Trnovec is een plaats in Slovenië en maakt deel uit van de gemeente Kočevje in de NUTS-3-regio Jugovzhodna Slovenija. 
Op 1 januari 2021 had de plaats 1 inwoner. Op 1 januari 2022 werden er in Trnovec geen inwoners geregistreerd, wat betekent dat de plaats sinds 2022 definitief ontvolkt is. Hiermee is Trnovec de 54ste nederzetting in Slovenië zonder permanente bevolking. 